# Agrotis ipsilon multiple nucleopolyhedrovirus
Agrotis ipsilon multiple nucleopolyhedrovirus (abreviado AgipMNPV) es una especie de virus del género Alphabaculovirus. El virus infecta la polilla Agrotis ipsilon, una plaga agrícola que se alimentan de casi toda variedad de vegetales y de granos muy importantes a nivel mundial. Este virus tiene un genoma de ADN bicatenario compuesto por 155 kb y 163 marcos de lectura abiertos (region del mRNA), incluidos 61 marcos comunes entre todos los baculovirus de lepidópteros secuenciados. AgipMNPV se ha explorado como un insecticida potencial para controlar los efectos destructores de la oruga de la polilla.